# Phonochorion satunini
Phonochorion satunini is een rechtvleugelig insect uit de familie sabelsprinkhanen (Tettigoniidae). In 1916, publiceerde Uvarov voor het eerst op geldige wijze de wetenschappelijke naam van deze soort.